# Kłamstewko (film 2017)
Kłamstewko (hiszp. La Mentirita Blanca) – chilijska komedia z 2017 roku.

## Fabuła
Gazeta „El Esfuerzo” wydawana w małym miasteczku na południu Chile znajduje się na progu bankructwa. Aby zwiększyć sprzedaż i przyciągnąć reklamodawców, dziennikarz Edgardo Leyendeker zaczyna opisywać nieprawdziwe historie oraz fake newsy ilustrowane zdjęciami znalezionymi w internecie. Przynosi mu to popularność i lokalną sławę. W końcu staje przed alternatywą dalszego brnięcia w kłamstwa albo wyznania prawdy i stracenia wszystkiego.

## Obsada
- Rodrigo Salinas – Edgardo Leyendeker
- Ernesto Meléndez Alvarez – Vladi
- Daniel Antivilo – Don Fabi
- Catalina Saavedra – Leontina Leyendeker
- Jonas Sanche – Carlitos

## Festiwale
- nominacja w konkursie 1-2 na 33. Warszawskim Międzynarodowym Festiwalu Filmowym (2017)[1][2]
- nagroda za najlepszy scenariusz na Miami International Film Festival (2017)[2][4]